# Famille de Rasilly
 (avril 2024).
Si vous disposez d'ouvrages ou d'articles de référence ou si vous connaissez des sites web de qualité traitant du thème abordé ici, merci de compléter l'article en donnant les références utiles à sa vérifiabilité et en les liant à la section « Notes et références ».
La famille de Rasilly ou Razilly est une famille subsistante de la noblesse française sur preuves de 1223, originaire de Touraine. Elle tire son nom de sa terre de Razilly à Beaumont-en-Véron.

## Histoire
La fortune de la famille de Rasilly s'est bâtie au moment de la création des colonies françaises aux Amériques à l'époque du cardinal de Richelieu.
Cette opération d'implantation des Français en Acadie n'a pas apporté la fortune souhaitée, aussi il a essayé de céder ses droits en 1640, mais sans y réussir. Il écrit à l'administrateur provisoire du Canada :
Il m'est bien rude, après les grandes dépences que j'aye faictes en l'establissement d'un païs que j'ay eu de mes louigs et du sang de mes proches et que j'ay cédé pour si peu de choses, qu'on ne me paye jouisse de mon bien ; cela est digne de compation.
Cette entreprise des Razilly en Acadie a permis un peuplement chinonais de cette partie du Canada.[réf. nécessaire]

## Généalogie
- Macé de Razilly (mort entre 1269 et 1274) marié à Ridelle de Rillé
  - Jean de Razilly marié à Œdipe de Saint-Aubin;
    - Aimery de Razilly marié à Œdipe de Lenay
      - Jean de Razilly marié à Marguerite Carrion
        - Louis de Razilly, seigneur d'Oiseaumelle, en faveur duquel a été rendu un arrêt du parlement de Paris du 14 août 1409 contre ses autres parents qui lui disputaient la succession de Jean I de Razilly, seigneur de Razilly, mort sans descendance le 4 décembre 1401, marié à Jeanne d'Andigné ;
          - Jean II de Razilly, seigneur de Razilly, de Saumesle et du Poulas, chambellan de Charles VII qui l'autorise par lettres patentes du 17 décembre 1439 à fortifier son château de Razilly, marié en 1431 avec Simonne de Faye ;
            - Jean III de Razilly, chevalier de l'ordre du roi, conseiller et chambellan des rois Louis XI et Charles VIII, marié à Jeanne de Chevigny ;
              - Charles de Razilly (†1540), seigneur de Razilly
                - Gabriel de Razilly (†1579), chevalier de l'ordre du roi, maître d'hôtel des reines Élisabeth d'Autriche et Louise de Lorraine-Vaudémont, marié à Jeanne du Raynier. La châtellenie de Razilly est dévastée par les huguenots en 1568. Il commande la garnison du château de Chinon à partir de mai 1569 jusqu'à la paix de 1570[2] ;
                  - François de Razilly (†1600), chevalier de l'ordre du roi, maître d'hôtel de la reine Louise de Lorraine-Vaudémont, gouverneur de Loudun, marié à Catherine de Villiers (†1604), un des cent gentilshommes de la maison du roi, il commande à Loudun à partir de novembre 1583 ;
                    - Marie de Razilly mariée en 1601 avec Émery de Beauvollier
                    - François II de Razilly (†1621), seigneur de Razilly de Lury, de Caron et de Saumesles, chevalier de l'ordre du roi, gentilhomme ordinaire de sa chambre, maréchal des camps et armées du roi, a dirigé l'opération qui fonde Saint-Louis-de-Maragnan, marié à Marie de Clermont Thoury, mort à La Hève.
                      - Charles de Razilly (†1651), premier marquis de Razilly, marié à Urbanne Sorée (†1664), membre du conseil du roi, maréchal des camps et armées du roi, gouverneur de Haguenau ;
                      - Gabriel de Razilly (†1629), ayant été capturé dans une opération montée par Isaac de Razilly pour commercer avec le Maroc et obtenir la libération des captifs chrétiens, il meurt dans les geôles barbaresques[3] ;
                      - Marie de Razilly (1621-1704), les beaux esprits l'ont surnommé Calliope à cause de ses beaux vers alexandrins qu'elle composait de préférence sur des sujets héroïques. Elle a été présentée à Louis XIV par le duc de Noailles, premier capitaine des gardes du corps, qui l’a gratifié de 2 000 livres de pension.

                    - Gabriel de Razilly (1579-1601), seigneur de Razilly, chevalier de Malte, il est tué au cours d'une rixe opposant Claude de la Barre, sieur de la Tuffière, François de Razilly et Gabriel de Razilly, Gaspard de Mosson, sieur de la Fouchardière. Claude de la Barre est tué par Gabriel de Razilly qui lui-même a trouvé la mort dans cette rixe[4].
                    - Jean de Razilly (†1638) marié à Françoise de Baignan
                    - Isaac de Razilly (1587-1635), chevalier de Razilly, chevalier de l'ordre de Jérusalem, commandeur de l'île Bouchard, premier capitaine de la marine du Ponant, commande la marine du Havre en 1626, vice-roi de la Nouvelle France. Il est seigneur d'un tiers des terres de l'Acadie. Il est mort sans descendance. Ses droits sont passés à Charles de Razilly, fils de son frère aîné, François de Razilly.
                    - Claude de Launay-Razilly (1593-1654)[5], seigneur de Beaumont, de Velors, de Fontenay et les Aumêles, vice-amiral du Ponant, puis vice-roi de la Nouvelle-France, gouverneur de l'île de Ré et de l'île d'Oléron, marié en 1629 à Perrine Gaultier de Brûlon (vers 1611-1702), fille d'un maire de Tours ;
                      - Gabriel de Launay de Razilly (1648-1712)[6], marquis de Razilly, seigneur de Beaumont, de Velors, de Fontenay et les Aumêles, marié à Colombe Ferrand (†1706), lieutenant-général au gouvernement de Touraine par lettres patentes d'avril 1676. Il est nommé sous-gouverneur du duc de Bourgogne, du duc d'Anjou et du duc de Berry, petits-fils de Louis XIV.
                        - Michel Gabriel de Razilly (1687-1716)
                        - Michel Isaac de Razilly
                        - Armand Gabriel de Razilly (†1766), comte de Razilly, lieutenant-général au gouvernement de Touraine, commandeur de Saint-Louis, lieutenant général des armées du roi en 1748, gouverneur de l'île de Ré, marié en 1760 à Amédée Adélaïde des Noyers de l'Orme.
                        - Louis-Melchior de Rasilly (1692-1765), chevalier, seigneur de La Guérinière, marié en premières noces, en 1717, à Françoise Claire Chevreau (†1749)
                          - Louis François de Rasilly, marquis de Razilly, brigadier des armées du roi
                          - Gabriel Clair de Rasilly (1720-1806), comte de Razilly, seigneur de Beaumont, chef d'escadre des armées navales, chevalier de Saint-Louis
                            - Michel Robert de Rasilly, marquis de Razilly, a émigré en 1792 et a participé à l'expédition de Quiberon. Il a été nommé capitaine de frégate à la Restauration en 1815, marié en 1816 à Louise Bourdon de Gramont (1782-1863)
                            - Louis Jean-Baptiste de Rasilly (1773-1854), chevalier de Razilly, a émigré en 1792, participé à la campagne de 1793. Il a été licencié en 1798 comme lieutenant en premier du régiment Rohan-hussards à San Domingo, marié en 1797 à Marie Charlotte Catherine Chantier de Brainville
                              - Jean de Rasilly (1797-1861), marquis de Razilly, lieutenant de vaisseau, marié en 1833 à Anne Thiroux de Gervillier (1808-1879)
                                - Michel-Gustave de Rasilly (1836-1913), marquis de Razilly, marié en 1860 à Aimée Clotile Robert de Saint-Vincent (1836-1908)
                                - Alexandre Marie Stéphane de Rasilly (1841-1913), marquis de Razilly, marié en 1877 à Madeleine Aimée Sophie Tribert
                                  - Joseph Marie Jean de Rasilly (1878-1957), marquis de Razilly, Officier de cavalerie, chevalier de la Légion d'honneur, marié le 4 juillet 1902, avec Ghislaine Marie Simone Geoffroy (1883-1978)
                                    - René Marie Joseph Raoul de Rassilly (1903-1979), marquis de Razilly, marié avec Françoise Louise Emilie Lefort
                                    - Claude Marie Madeleine Paule de Rasilly (1905-1994), mariée en 1929 avec André Marie Henri Tabouis (1906-1974), général de brigade, commandeur de la Légion d'honneur
                                    - Stéphanette de Rasilly (1917-2005), mariée avec François Aubert de Vincelles (1906 - 1951)

                                  - Raoul de Rasilly (1880-1944), combattant volontaire en 1914, croix de guerre 14-18, marié en 1907 à Jeanne Nepveu (1888-1980)
                                    - Renaud de Rasilly (1908-2005), officier de marine, officier de la Légion d'honneur, croix de guerre 39-45, marié en 1935 à Suzanne Lafaille (1903-1943)
                                      - Ghislain de Rasilly (1943- ), évêque de Wallis-et-Futuna de 2005 à 2018.

                                    - Roland de Rasilly (1909-1967), officier de marine, officier de la Légion d'honneur, croix de guerre 39-45, marié en 1935 à Gabrielle de Haldat du Lys

## Personnalités
- François de Razilly, lieutenant du roi, amiral, navigateur et colonisateur de la France équinoxiale au Brésil ;
- Isaac de Razilly a été vice-roi de Nouvelle-France et seigneur du tiers des terres de l'Acadie. À sa mort subite à La Hève en 1635, ses biens reviendront à Charles de Razilly, fils aîné de François de Razilly[7] ;
- Claude de Launay-Razilly devient marquis de Razilly à la mort de son neveu Charles de Razilly, en 1651.
- Mgr Ghislain de Rasilly, né en 1943, évêque émérite de Wallis-et-Futuna.

## Postérité
- Une rue de Château-Gontier porte le nom d'avenue Razilly.
- Une rue de Beaumont-en-Véron porte le nom de rue de Razilly.
- Une rue de La Celle-Guenand porte le nom de rue de Razilly.
- Une rue de Loudun porte le nom de rue des Vaux Razilly[8].
- Une rue de Roiffé porte le nom de rue Isaac de Razilly.
- Une voie de Tours porte le nom d'allée Isaac de Razilly[9].
- Une voie de Saint-Martin-de-Ré porte le nom de quai Launay Razilly.
- Une rue de Ville-Émard portait le nom de De Rasilly street avant que la ville ne soit rattachée à Montréal en 1910 et qu'elle prenne le nom de Briand Street[10].
- Un canton du Nord-du-Québec porte le nom de Razilly.
- Le collège de Saint-Jean-de-Sauves porte le nom de Collège Isaac de Razilly[11].
- Une école catholique de San au Mali porte le nom de Groupe scolaire Père Bernard de Rasilly[12].